# Gulf College
Das Gulf College ist ein privates College in Sib in Oman.

## Geschichte
Die Ursprünge des Gulf College reichen in das Jahr 1990 zurück, als es als Berufsfachschule gegründet wurde. 1996 erteilte das Omanische Ministerium für Hochschulbildung die Genehmigung, gemeinsam mit der Business School der University of Hull ein MBA-Programm anzubieten. 2003 wurde es schließlich durch das Omanische Ministerium für Hochschulbildung zu einem Hochschul-College (vergleichbar einer deutschen Fachhochschule) aufgewertet. 2014 wurde ein eigener Campus im Gewerbegebiet Maʽabilah von Sib (Gouvernement Maskat) bezogen. Auf dem Gelände befinden sich Hörsäle, Labors, ein Auditorium maximum mit 1000 Sitzplätzen, ein Konferenzsaal mit 100 Sitzplätzen, eine Bibliothek auf zwei Etagen, ein Gründerzentren für Unternehmer, ein Café, eine Klinik, eine Moschee mit zwei Gebetshallen für männliche und weibliche Gläubige, ein Amphitheater im Freien, Grün- und Erholungsflächen, ein Parkplatz mit 500 Stellplätzen für Studenten und 85 Stellplätzen für Hochschulangehörige, eine Mensa mit 600 Sitzplätzen, zwei Fitnessstudios (je eines für männliche und weibliche Studierende), ein Indoor-Sportstadion, ein Sportplatz sowie ein Spielplatz.

## Studiengänge
Derzeit (Dezember 2022) bietet das Gulf College Bachelor of Arts (Honours)-Programme in folgenden Fächern an:
- Accounting & Finance (Rechnungswesen und Finanzwesen)
- Business Economics (Betriebswirtschaftslehre mit Schwerpunkt Analyse)
- Business Management (Betriebswirtschaftslehre mit Schwerpunkt Führung)
- Marketing Management (Marketing)

Zusätzlich werden gemeinsam mit der Cardiff Metropolitan University zusätzliche Bachelor of Science (Honours)-Programme angeboten:
- Wirtschaftsinformatik künstlicher Intelligenz, Datenanalyse und Mobile an Computing
- Informatik mit den Schwerpunkten künstliche Intelligenz, Datenanalyse und Mobile Computing

Zusammen mit der Staffordshire University werden folgende Bachelor of Science (Honours)-Programme angeboten:
- Informatik
- Mobile Computing und
- Informationssysteme

Außerdem werden ebenfalls gemeinsam mit der Cardiff Metropolitan University Vollzeit- und Teilzeit-MBA-Programme mit verschiedenen Schwerpunkten angeboten:
- Projektmanagement
- Finanzwesen
- Marketing
- Islamisches Finanzwesen
- Gesundheitsökonomie

Das College bietet auch einen eigenen Vorstudienkurs (General Foundation Programme) an.
Die Unterrichtssprache ist Englisch.

## Kooperationen
Die Hochschule pflegt Partnerschaften mit den britischen Universitäten
- Staffordshire University
- Cardiff Metropolitan University und
- University of Hull

Diese Hochschulen verleihen auch die akademischen Grade, die damit EU- und weltweit anerkannt werden.

## Studierende und Studiengebühren
In Bachelor-Studiengängen sind 307 Studierende eingeschrieben, in Master-Studiengängen 208. Die Studiengebühren liegen bei 1500 R.O. pro Jahr für den Vorstudienkurs und 2250 R.O. pro Jahr für das Studium.